# سیارک ۴۳۶۵۷
سیارک ۴۳۶۵۷ (به انگلیسی: 43657 Bobmiller، نامگذاری:2002ES110) چهل و سه هزار و ششصد و پنجاه و هفتمین سیارک کشف شده‌است که در ۹ مارس ۲۰۰۲ کشف شد.